# Universiteit van Växjö
De Universiteit van Växjö (Zweeds: Växjö universitet) is een staatsuniversiteit in de Zweedse stad Växjö. 
De universiteit is ontstaan als dependance van de Universiteit van Lund in 1967. In 1977 werd er een zelfstandige instelling van gemaakt. In 2007 had de universiteit 14.000 studenten. 
De instelling heeft 2 faculteiten: de Faculteit Technologie en de Faculteit der Sociale Wetenschappen. Deze zijn weer onderverdeeld in 7 afdelingen. De universiteit doet ook mee aan het ERASMUS-programma; zo kwamen er in 2007 700 uitwisselingsstudenten.